# Karl Erik Flens
Karl Erik Flens (ur. 19 marca 1913 w Lidingö, zm. 17 października 1975 w Sztokholmie) – szwedzki aktor filmowy. Na przestrzeni lat 1938–1975 wystąpił w 60 produkcjach.

## Wybrana filmografia
- Kryzys (Kris) (1946)
- Sędzia (1960)
- 4 x 4 (1965)